# Thriller 25
Thriller 25 is een muziekalbum van Michael Jackson uit 2008. Het album werd uitgegeven naar aanleiding van de vijfentwintigste verjaardag van Jacksons album Thriller uit 1982, het bestverkochte album aller tijden ter wereld. Het album werd op 11 februari 2008 internationaal uitgebracht.

## Informatie
Toen Jackson eind 2006 een gesprek had met Billy Bush, tijdens diens programma Access Hollywood, vertelde hij dat een "tweede hoofdstuk" van Thriller een geweldig idee zou zijn. Hij zou er verder over denken samen met Will.i.am, de man met wie hij ook zijn nieuwe album op gaat nemen.
Voorafgaand aan het album wordt de single The Girl Is Mine 2008 uitgegeven, de eerste single van Jackson sinds One More Chance uit 2003. Het nummer is een remix van het originele The Girl Is Mine, waarin Jackson samen zingt met Paul McCartney. Het nummer werd destijds als eerste single van Thriller uitgegeven. Het nummer is te downloaden vanaf 14 januari 2008. De fysieke single komt uit op 28 januari. In het nummer zijn de vocalen van McCartney vervangen door raps van Will.i.am.
Op verschillende nummers zijn nieuwe vocalen van Jackson te horen. In The Girl Is Mine 2008 vervangt hij verschillende delen die eerder werden gezongen door Paul McCartney. Ook in Wanna Be Startin' Somethin' 2008, de single die wordt uitgegeven in Frankrijk, Italië en de Verenigde Staten, met Akon is nieuwe zang van Jackson te horen.
Wereldwijd werden er ruim 3 000 000 albums over de toonbank.

## Tracks
Thriller 25 bevat zeven nieuwe bonustracks. Een nieuw nummer dat gemaakt werd in de tijd van Thriller zelf: "For All Time". Ook de voice-over van Vincent Price en vijf remixen van nummers staan op het album. De remixen zijn steeds een samenwerking met populaire artiesten. Het album wordt uitgebracht met een dvd en een boodschap van Jackson aan zijn fans. Op de dvd staan vier videoclips, de prijzen winnende clips voor "Thriller", "Beat It" en "Billie Jean" en het optreden van Jackson met het nummer "Billie Jean", waar de zanger zijn bekende moonwalk uitvoert.

### Tracklist
Nummers 1-10 en 16 zijn geproduceerd door Quincy Jones, nummer 11-14 door Will.i.am en nummer 15 door Kanye West. De nummers 1-9 zijn afkomstig van Thriller, nummer 10 van de speciale uitgave van dat album. Nummers 11-16 zijn nieuw.
1. "Wanna Be Startin' Somethin'" - 6:03
2. "Baby Be Mine" - 4:20
3. "The Girl Is Mine" (met Paul McCartney) - 3:42
4. "Thriller" - 5:58
5. "Beat It" - 4:18
6. "Billie Jean" - 4:54
7. "Human Nature" - 4:06
8. "P.Y.T. (Pretty Young Thing)" - 3:59
9. "The Lady in My Life" - 4:59
10. Vincent Price stemopname - 0:25
11. "The Girl Is Mine 2008" (met Will.i.am) - 3:11
12. "P.Y.T. (Pretty Young Thing) 2008" (met Will.i.am) - 4:17
13. "Wanna Be Startin' Somethin' 2008" (met Akon) - 4:11
14. "Beat It 2008" (met Fergie) - 4:10
15. "Billie Jean 2008" Kanye West mix" - 4:34
16. "For All Time" - 4:08

## Prestaties
Het album kwam in vele landen op de eerste plaats van de albumlijst terecht. Dit was onder meer het geval in Argentinië, België, Frankrijk, Noorwegen en de United World Chart.
| Land                | Positie | Type        | Exemplaren |
| ------------------- | ------- | ----------- | ---------- |
| België              | 1       | Goud        | 15 000     |
| Nederland           | 2       | -           | -          |
| Mexico              | 1       | Platinum    | 200 000    |
| Verenigd Koninkrijk | 3       | Platinum    | 300 000    |
| Frankrijk           | 1       | 2x Platinum | 240 000    |
| Spanje              | 2       | Goud        | 40 000     |

### Uitgebrachte singles
| Single met eventuele hitnotering(en) in de Nederlandse Top 40 | Datum van verschijnen | Datum van binnenkomst | Hoogste positie | Aantal weken | Opmerkingen   |
| ------------------------------------------------------------- | --------------------- | --------------------- | --------------- | ------------ | ------------- |
| The girl is mine 2008                                         | 28-01-2008            | 09-02-2008            | 17              | 5            | met Will.i.am |
| Wanna be startin' somethin' 2008                              | 2008                  | 15-03-2008            | tip8            | -            | met Akon      |

## Hitnotering

### Nederlandse Album Top 100
| "Thriller 25" in de Nederlandse Album Top 100 - binnen: 16 februari 2008 | "Thriller 25" in de Nederlandse Album Top 100 - binnen: 16 februari 2008 | "Thriller 25" in de Nederlandse Album Top 100 - binnen: 16 februari 2008 | "Thriller 25" in de Nederlandse Album Top 100 - binnen: 16 februari 2008 | "Thriller 25" in de Nederlandse Album Top 100 - binnen: 16 februari 2008 | "Thriller 25" in de Nederlandse Album Top 100 - binnen: 16 februari 2008 | "Thriller 25" in de Nederlandse Album Top 100 - binnen: 16 februari 2008 | "Thriller 25" in de Nederlandse Album Top 100 - binnen: 16 februari 2008 | "Thriller 25" in de Nederlandse Album Top 100 - binnen: 16 februari 2008 | "Thriller 25" in de Nederlandse Album Top 100 - binnen: 16 februari 2008 | "Thriller 25" in de Nederlandse Album Top 100 - binnen: 16 februari 2008 | "Thriller 25" in de Nederlandse Album Top 100 - binnen: 16 februari 2008 | "Thriller 25" in de Nederlandse Album Top 100 - binnen: 16 februari 2008 | "Thriller 25" in de Nederlandse Album Top 100 - binnen: 16 februari 2008 | "Thriller 25" in de Nederlandse Album Top 100 - binnen: 16 februari 2008 | "Thriller 25" in de Nederlandse Album Top 100 - binnen: 16 februari 2008 | "Thriller 25" in de Nederlandse Album Top 100 - binnen: 16 februari 2008 | "Thriller 25" in de Nederlandse Album Top 100 - binnen: 16 februari 2008 | "Thriller 25" in de Nederlandse Album Top 100 - binnen: 16 februari 2008 | "Thriller 25" in de Nederlandse Album Top 100 - binnen: 16 februari 2008 | "Thriller 25" in de Nederlandse Album Top 100 - binnen: 16 februari 2008 | "Thriller 25" in de Nederlandse Album Top 100 - binnen: 16 februari 2008 | "Thriller 25" in de Nederlandse Album Top 100 - binnen: 16 februari 2008 | "Thriller 25" in de Nederlandse Album Top 100 - binnen: 16 februari 2008 | "Thriller 25" in de Nederlandse Album Top 100 - binnen: 16 februari 2008 | "Thriller 25" in de Nederlandse Album Top 100 - binnen: 16 februari 2008 | "Thriller 25" in de Nederlandse Album Top 100 - binnen: 16 februari 2008 | "Thriller 25" in de Nederlandse Album Top 100 - binnen: 16 februari 2008 |
| Week                                                                     | 1                                                                        | 2                                                                        | 3                                                                        | 4                                                                        | 5                                                                        | 6                                                                        | 7                                                                        | 8                                                                        | 9                                                                        | 10                                                                       | 11                                                                       | 12                                                                       | 13                                                                       | 14                                                                       | 15                                                                       | 16                                                                       |                                                                          | 17                                                                       |                                                                          | 18                                                                       | 19                                                                       | 20                                                                       | 21                                                                       | 22                                                                       | 23                                                                       | 24                                                                       |                                                                          |
| ------------------------------------------------------------------------ | ------------------------------------------------------------------------ | ------------------------------------------------------------------------ | ------------------------------------------------------------------------ | ------------------------------------------------------------------------ | ------------------------------------------------------------------------ | ------------------------------------------------------------------------ | ------------------------------------------------------------------------ | ------------------------------------------------------------------------ | ------------------------------------------------------------------------ | ------------------------------------------------------------------------ | ------------------------------------------------------------------------ | ------------------------------------------------------------------------ | ------------------------------------------------------------------------ | ------------------------------------------------------------------------ | ------------------------------------------------------------------------ | ------------------------------------------------------------------------ | ------------------------------------------------------------------------ | ------------------------------------------------------------------------ | ------------------------------------------------------------------------ | ------------------------------------------------------------------------ | ------------------------------------------------------------------------ | ------------------------------------------------------------------------ | ------------------------------------------------------------------------ | ------------------------------------------------------------------------ | ------------------------------------------------------------------------ | ------------------------------------------------------------------------ | ------------------------------------------------------------------------ |
| Nummer                                                                   | 2                                                                        | 2                                                                        | 7                                                                        | 9                                                                        | 8                                                                        | 18                                                                       | 17                                                                       | 23                                                                       | 33                                                                       | 41                                                                       | 47                                                                       | 55                                                                       | 68                                                                       | 90                                                                       | 89                                                                       | 84                                                                       | uit                                                                      | 74                                                                       | uit                                                                      | 6                                                                        | 11                                                                       | 18                                                                       | 25                                                                       | 47                                                                       | 70                                                                       | 97                                                                       | uit                                                                      |

### VlaamseUltratop 100Albums
Het album stond 25 weken in de hitlijst. Het kwam er twee keer opnieuw in: in juni 2008 en in juli 2009 (kort na de dood van Jackson).
| Hitnotering: 16-02-2008 t/m 22-08-2009 | Hitnotering: 16-02-2008 t/m 22-08-2009 | Hitnotering: 16-02-2008 t/m 22-08-2009 | Hitnotering: 16-02-2008 t/m 22-08-2009 | Hitnotering: 16-02-2008 t/m 22-08-2009 | Hitnotering: 16-02-2008 t/m 22-08-2009 | Hitnotering: 16-02-2008 t/m 22-08-2009 | Hitnotering: 16-02-2008 t/m 22-08-2009 | Hitnotering: 16-02-2008 t/m 22-08-2009 | Hitnotering: 16-02-2008 t/m 22-08-2009 | Hitnotering: 16-02-2008 t/m 22-08-2009 | Hitnotering: 16-02-2008 t/m 22-08-2009 | Hitnotering: 16-02-2008 t/m 22-08-2009 | Hitnotering: 16-02-2008 t/m 22-08-2009 | Hitnotering: 16-02-2008 t/m 22-08-2009 | Hitnotering: 16-02-2008 t/m 22-08-2009 | Hitnotering: 16-02-2008 t/m 22-08-2009 | Hitnotering: 16-02-2008 t/m 22-08-2009 | Hitnotering: 16-02-2008 t/m 22-08-2009 | Hitnotering: 16-02-2008 t/m 22-08-2009 | Hitnotering: 16-02-2008 t/m 22-08-2009 | Hitnotering: 16-02-2008 t/m 22-08-2009 | Hitnotering: 16-02-2008 t/m 22-08-2009 | Hitnotering: 16-02-2008 t/m 22-08-2009 | Hitnotering: 16-02-2008 t/m 22-08-2009 | Hitnotering: 16-02-2008 t/m 22-08-2009 | Hitnotering: 16-02-2008 t/m 22-08-2009 | Hitnotering: 16-02-2008 t/m 22-08-2009 |
| Week:                                  | 1                                      | 2                                      | 3                                      | 4                                      | 5                                      | 6                                      | 7                                      | 8                                      | 9                                      | 10                                     | 11                                     | 12                                     | 13                                     | 14                                     |                                        | 15                                     | 16                                     | 17                                     |                                        | 18                                     | 19                                     | 20                                     | 21                                     | 22                                     | 23                                     | 24                                     | 25                                     |
| -------------------------------------- | -------------------------------------- | -------------------------------------- | -------------------------------------- | -------------------------------------- | -------------------------------------- | -------------------------------------- | -------------------------------------- | -------------------------------------- | -------------------------------------- | -------------------------------------- | -------------------------------------- | -------------------------------------- | -------------------------------------- | -------------------------------------- | -------------------------------------- | -------------------------------------- | -------------------------------------- | -------------------------------------- | -------------------------------------- | -------------------------------------- | -------------------------------------- | -------------------------------------- | -------------------------------------- | -------------------------------------- | -------------------------------------- | -------------------------------------- | -------------------------------------- |
| Positie:                               | 21                                     | 1                                      | 3                                      | 3                                      | 3                                      | 6                                      | 10                                     | 17                                     | 24                                     | 27                                     | 47                                     | 54                                     | 61                                     | 57                                     | uit                                    | 100                                    | 92                                     | 77                                     | uit                                    | 13                                     | 14                                     | 30                                     | 21                                     | 30                                     | 38                                     | 48                                     | 68                                     |